# Riedelia albertisii
Riedelia albertisii là một loài thực vật có hoa trong họ Gừng. Loài này được Karl Moritz Schumann miêu tả khoa học đầu tiên năm 1899 dưới danh pháp Alpinia albertisii. Năm 1904 tác giả này chuyển nó sang chi Riedelia.

## Phân bố
Loài này được tìm thấy ở ven sông Fly, tỉnh Tây (tỉnh Western, tỉnh Fly River) ở tây nam Papua New Guinea. Mẫu vật điển hình: C.L.M.d'Albertis 20, do Luigi Maria D'Albertis (1841 – 1901) thu thập.